# Inspector Gadget: Mad Robots Invasion
Inspector Gadget: Mad Robots Invasion es un videojuego basado en la serie de televisión del mismo nombre. El videojuego fue publicado para PlayStation 2 en el año 2003 exclusivamente en Europa.

## Jugabilidad
El videojuego toma la forma de un videojuego de plataformas en 2.5D en el que el jugador guía al personaje principal a través de varios niveles para liberar a sus compañeros, Penny y Brain, quienes han sido capturados por el Dr. Claw. Los niveles están basados en lugares del mundo real como la ciudad de Nueva York, París, Londres, México y el Caribe.
En los niveles principales el protagonista está limitado en cuanto a los gadgets que puede utilizar, sin embargo se pueden usar otras herramientas en los minijuegos de bonificación que aparecen a lo largo del videojuego.

## Recepción
Inspector Gadget: Mad Robots Invasion recibió una respuesta mayoritariamente negativa de los críticos. El sitio web francés Jeuxvideo le dio al videojuego una puntuación de 8/20, criticando los gráficos y el diseño de niveles que parecía vacío y poco original. También señalaron que el videojuego tenía errores, aunque elogiaron la mecánica de salto y las animaciones, que calificaron de «muy decentes».
Gamezone Germany le dio al videojuego un 4.8/10, elogiando los niveles claramente diseñados que hacían difícil ir en la dirección equivocada, pero criticó las animaciones, que consideraron simplistas y repetitivas. También fueron muy críticos con el diseño de sonido, que encontraron molesto. Concluyeron que «como mucho, el debut de Gadget en PS2 solo puede entusiasmar a los jugadores de videojuegos muy jóvenes».